# Dry & Heavy
Dry & Heavy est une formation musicale Dub créée en 1991 au Japon.

## Histoire
À l'origine du projet, le batteur Shigemoto Nanao ("Dry") et le bassiste Takeshi Akimoto ("Heavy"), tous deux anciens membres du collectif Audio Active de Tokyo. L'objectif est alors de composer une musique Live rappelant le roots dub jamaïcain des années 60 et 70. Le nom du groupe est d'ailleurs un hommage à cette époque, reprenant le titre d'un album éponyme de Burning Spear paru en 1977.
Dry & Heavy devient un groupe dès 1995 avec l'arrivée de cinq musiciens supplémentaires, dont deux chanteurs. Un son est alors développé, alternant les parties vocales et les parties instrumentales, pour qu'un premier album voit le jour en 1997. Le succès du disque permettra une double signature sur un label japonais et un label anglais, couronnée par un deuxième opus l'année suivante.
En 2000, le groupe collabore au titre New Way, New Life sur l'album "Community Music" de Asian Dub Foundation. Cette même année, Dry & Heavy accueil un nouveau guitariste, Keichi Rikitake, et développe un double projet musical avec un disque suivit d'un album de remix, produit en collaboration avec l'artiste jamaïcain Prince Jammy.
En 2001, lors du Fuji Rock Festival, le bassiste Takeshi Akimoto annonce sa sortie du groupe. Il sera remplacé par Pata, lui aussi ancien membre du collectif Audio Active. L'année suivante un dernier album est ainsi distribué.
Ils sortent un nouvel album studio "in time" en 2015 et continuent de se produire encore abondamment sur scène.

## Membres
- Shigemoto Nanao : batterie
- Pata : basse
- Mitsuhiro Toike : claviers
- Kei Horiguchi : guitare
- Keichi Rikitake : guitare
- Likkle Mai : chant
- Ao Inoue : chant
- Naoyuki Uchida : machines

Anciens :
- Takeshi Akimoto : basse

## Discographie
- Dry & Heavy (Olive Records, 1997)
- One Punch (Beat Records-Green Tea, 1998)
- Full Contact (Beat Records-Green Tea, 2000)
- In The Jaws Of The Tiger album remix avec King Jammy (Beat Records-Green Tea, 2000)
- New Creation (Beat Records-Green Tea, 2002) titré "From Creation" au Japon
- In Time 2015